# Hafenbahn Göteborg
| Am Museumshafen (ehemalige Südliche Hafenbahn) | |                                                  |                                                  |
| Streckenlänge: | Kvillebangården–Skandiahamnen 8 km                                                                       |                                                  |                                                  |
| Spurweite: | 1435 mm (Normalspur)                                                                                     |                                                  |                                                  |
| Stromsystem: | 15 kV 16 2/3 Hz ~                                                                                        |                                                  |                                                  |
| Streckengeschwindigkeit: | Bandel 601 Olskroken–Göteborg Kville: 80 km/h Bandel 603 Göteborg Kville–Göteborg Skandiahamnen: 40 km/h |                                                  |                                                  |
| Zweigleisigkeit: | Göteborg Skandiahamnen–Pölsebo                                                                           |                                                  |                                                  |
| | |                                                  |                                                  |
| \| \| 8 \| Göteborg Skandiahamnen \| Göteborg Skandiahamnen \| \| \| \| Volvo Torslanda \| \| \| \| \| Skarvikshamnen (Ölhafen) \| \| \| \| 6 \| Pölsebo \| Pölsebo \| \| \| \| \| \| \| \| \| \| \| \| \| \| Säterigatan \| \| \| \| \| \| \| \| \| 3,6 \| Sannegården \| Sannegården \| \| \| \| Freihafen (bis 2006) \| \| \| \| 1,9 \| Hjalmar Bratningsgatan \| Hjalmar Bratningsgatan \| \| \| 0,0 \| Göteborg Kvillebangården \| Göteborg Kvillebangården \| \| \| \| Bahnstrecke Göteborg–Strömstad nach Uddevalla \| \| \| \| \| Tingstad (23. Aug. 1907–28. Mai 1978 Pers.-Halt)[2] \| \| \| \| \| \| \| \| \| \| Marieholmsbro, Götaälv (907 m), Drehbrücke 2016 \| \| \| \| \| \| \| \| \| \| Bergslagsbanan nach Falun \| \| \| \| \| von/nach Hallsberg \| \| \| \| 455,465 \| Olskroken \| Olskroken \| \| \| \| \| \| \| \| \| von/nach Malmö \| \| \| \| \| Göteborg N \| \| \| \| \| Göteborg Bs \| \| \| \| 457,366 \| Göteborg C \| Göteborg C \| \| \| \| \| \| \| \| \| Packhuskai \| \| \| \| \| Skeppsbrokai \| \| \| \| \| Masthuggskai \| \| \| \| \| Stigsbergkai \| \| \| \| \| Fischereihafen \| \| \| \| \| Rangierbahnhof[3] \| \| \| \| \| Majnabbe \| \| \| \| \| Carnegiekai (Porter Brauerei) \| \| | |                                                  |                                                  |
| Betriebs-/Güterbahnhof Streckenanfang | 8 | Göteborg Skandiahamnen                           | Göteborg Skandiahamnen                           |
| Abzweig geradeaus und von links | | Volvo Torslanda                                  | Volvo Torslanda                                  |
| Abzweig geradeaus und von rechts | | Skarvikshamnen (Ölhafen)                         | Skarvikshamnen (Ölhafen)                         |
| Dienststation / Betriebs- oder Güterbahnhof | 6 | Pölsebo                                          | Pölsebo                                          |
| Abzweig geradeaus und ehemals nach links · Strecke von rechts (außer Betrieb) | |                                                  |                                                  |
| Strecke · Tunnel (Strecke außer Betrieb) | |                                                  |                                                  |
| Brücke · Strecke (außer Betrieb) | | Säterigatan                                      | Säterigatan                                      |
| Abzweig geradeaus und ehemals von links · Strecke nach rechts (außer Betrieb) | |                                                  |                                                  |
| Dienststation / Betriebs- oder Güterbahnhof | 3,6 | Sannegården                                      | Sannegården                                      |
| Abzweig geradeaus und ehemals von rechts | | Freihafen (bis 2006)                             | Freihafen (bis 2006)                             |
| Brücke | 1,9 | Hjalmar Bratningsgatan                           | Hjalmar Bratningsgatan                           |
| Dienststation / Betriebs- oder Güterbahnhof | 0,0 | Göteborg Kvillebangården                         | Göteborg Kvillebangården                         |
| Abzweig geradeaus und von links | | Bahnstrecke Göteborg–Strömstad nach Uddevalla    | Bahnstrecke Göteborg–Strömstad nach Uddevalla    |
| Blockstelle | | Tingstad (23. Aug. 1907–28. Mai 1978 Pers.-Halt) | Tingstad (23. Aug. 1907–28. Mai 1978 Pers.-Halt) |
| Abzweig geradeaus und nach links · Strecke von rechts | |                                                  |                                                  |
| Brücke über Wasserlauf | | Marieholmsbro, Götaälv (907 m), Drehbrücke 2016  | Marieholmsbro, Götaälv (907 m), Drehbrücke 2016  |
| Abzweig geradeaus und von links · Strecke nach rechts | |                                                  |                                                  |
| Abzweig geradeaus, nach links und von links | | Bergslagsbanan nach Falun                        | Bergslagsbanan nach Falun                        |
| Abzweig geradeaus, nach links und von links | | von/nach Hallsberg                               | von/nach Hallsberg                               |
| Dienststation / Betriebs- oder Güterbahnhof | 455,465                                                                                                  | Olskroken                                        | Olskroken                                        |
| Strecke von links · Abzweig geradeaus und nach rechts | |                                                  |                                                  |
| Strecke · Abzweig geradeaus, nach links und von links | | von/nach Malmö                                   | von/nach Malmö                                   |
| Kopfbahnhof Streckenende · Abzweig ehemals geradeaus und nach links · Strecke von rechts | | Göteborg N                                       | Göteborg N                                       |
| Bahnhof (Strecke außer Betrieb) · Strecke | | Göteborg Bs                                      | Göteborg Bs                                      |
| Strecke (außer Betrieb) · Kopfbahnhof Strecke ab hier außer Betrieb | 457,366                                                                                                  | Göteborg C                                       | Göteborg C                                       |
| Abzweig geradeaus und von links (Strecke außer Betrieb) · Strecke nach rechts (außer Betrieb) | |                                                  |                                                  |
| Blockstelle (Strecke außer Betrieb) | | Packhuskai                                       | Packhuskai                                       |
| Blockstelle (Strecke außer Betrieb) | | Skeppsbrokai                                     | Skeppsbrokai                                     |
| Blockstelle (Strecke außer Betrieb) | | Masthuggskai                                     | Masthuggskai                                     |
| Blockstelle (Strecke außer Betrieb) | | Stigsbergkai                                     | Stigsbergkai                                     |
| Blockstelle (Strecke außer Betrieb) | | Fischereihafen                                   | Fischereihafen                                   |
| Dienststation / Betriebs- oder Güterbahnhof (Strecke außer Betrieb) | | Rangierbahnhof                                   | Rangierbahnhof                                   |
| Blockstelle (Strecke außer Betrieb) | | Majnabbe                                         | Majnabbe                                         |
| Betriebsstelle Streckenende (Strecke außer Betrieb) | | Carnegiekai (Porter Brauerei)                    | Carnegiekai (Porter Brauerei)                    |

Die Hafenbahn Göteborg ist eine normalspurige schwedische Eisenbahnstrecke. Während der Südteil der Strecke am Ufer des Götaälv seit langem eingestellt ist, wird die Nordstrecke weiter ausgebaut.

## Nördliche Hafenbahn

### Göteborg–Tingstad–Sannegårdens Järnväg
Die Stammstrecke wurde 1914 als kommunales Industriegleis von der Stadt Göteborg als Göteborg–Tingstad–Sannegårdens Järnväg (GTSJ) erbaut. Die Strecke bis Sannegården war zuerst nur drei Kilometer lang und wurde im Laufe der Zeit immer wieder verlängert. 1934 kam der Abschnitt bis Pölsebo hinzu. 1955 erfolgte die Erweiterung bis zum Älvsborgshafen und 1960 bis Arendal. 1961 wurde ein Abzweig vom Skandiahafen bis zum Industriegebiet Volvo Torslanda gebaut.
Die Strecke wurde nur für den Güterverkehr konzipiert und wurde nie planmäßig im Personenverkehr betrieben.

### Verstaatlichung und Elektrifizierung

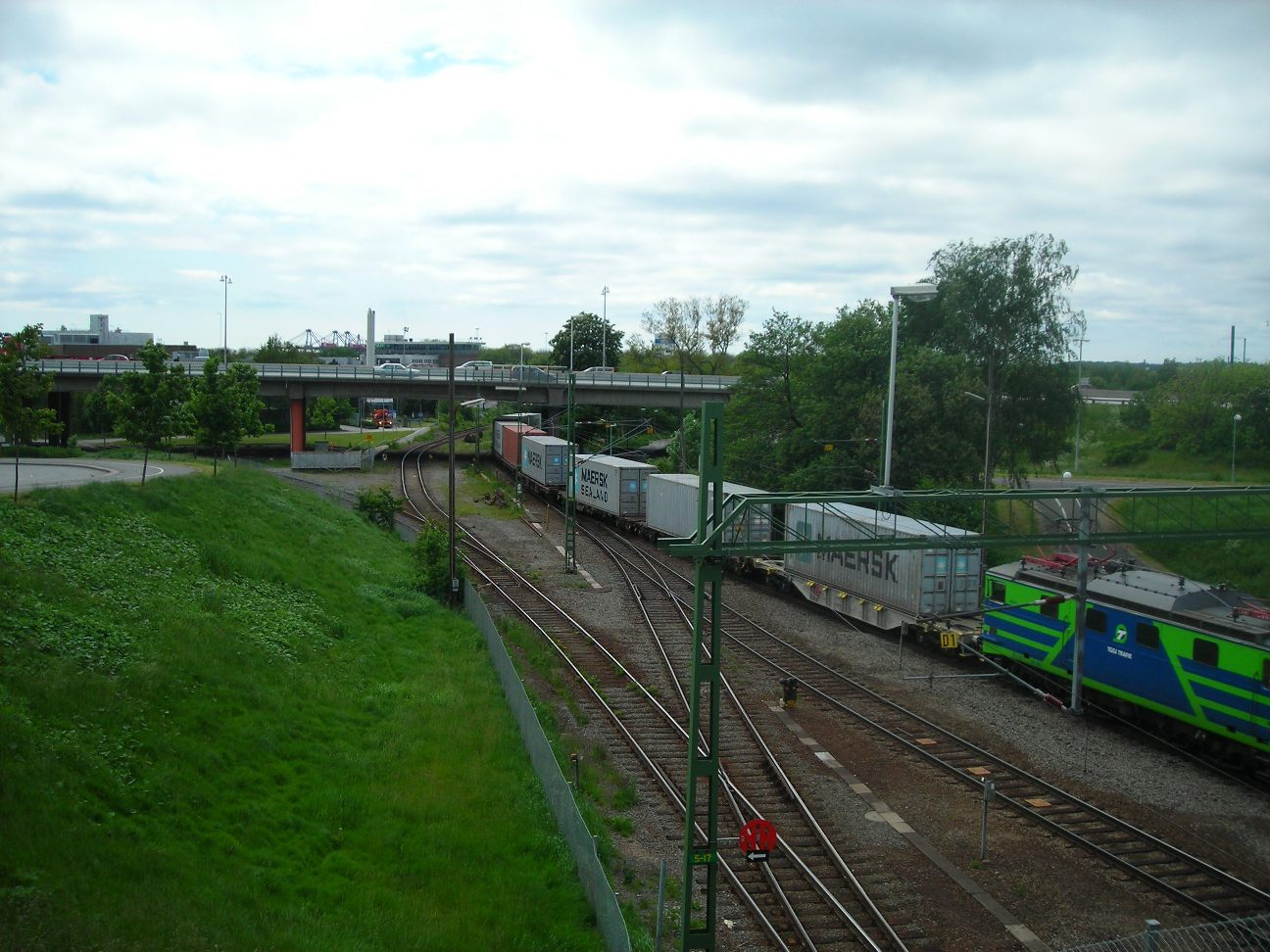
Hafenbahn Göteborg

Seit ihrer Fertigstellung wurde die Strecke von den SJ und später durch Green Cargo bedient. Erst 1999 wurde die Strecke selbst durch Banverket in staatlichen Besitz überführt. Die Strecke zwischen Skandiahafen und dem Industriegebiet Volvo Torslanda gehört Volvo. 2003 begann die Elektrifizierung des Banverket gehörenden Abschnittes, der elektrische Zugbetrieb wurde am 1. Juli 2004 aufgenommen.

### Zukunftsplanungen
Die Hafenbahn ist eine der wichtigsten schwedischen Eisenbahnstrecken für den Güterverkehr. 60 Prozent des schwedischen Containerverkehrs und 25 Prozent des Außenhandels laufen über den Hafen Göteborg.
Die etwa zehn Kilometer lange Strecke (mit ca. 60 Kilometern Nebengleisen) ist eingleisig und muss auf einen höheren Standard gebracht werden. Deshalb wurden Untersuchungen durchgeführt, um die Kapazität der Strecke zwischen Eriksbergsmotet und Pölsebobangården durch einen zweigleisigen Ausbau zu erhöhen. Alternativ war eine Tunnelstrecke nördlich der heute bestehenden Linienführung angedacht, die nun ausgeführt wird. Der Streckenausbau sollte 2014 beginnen, wurde jedoch auf 2018 verschoben. Dazu muss auch eine weitere Brücke über den Götaälv gebaut werden.
Die erste Ausbaustufe umfasste den Güterbahnhof Göteborg Kville, der bis Mitte 2018 auf 13 Gleise erweitert wurde.
Im zweiten Bauabschnitt wurde zwischen Pölsebo und Skandiahamnen ein weiteres Gleis südlich des bestehenden Gleises gebaut. Der Abschnitt ist ungefähr 1,6 km lang. Im Herbst 2018 wurde die neue Doppelspur in Betrieb genommen.
Die dritte und letzte Etappe der Doppelspur Eriksberg–Pölsebo ist fast zwei Kilometer lang, von denen 1,1 Kilometer im Tunnel liegen, der nördlich der aktuellen einspurigen Strecke gebaut wird. Die neue Strecke wird nach der Nordvik-Brücke durch Bratteråsberget in den Tunnel unter den Krokängsparken führen und in Pölsebo enden, wo sie wieder auf die alte Strecke trifft. Der Bahnhof Pölsebo, die alte Strecke und die Brücke über die Säterigatan werden abgerissen.
Die Arbeiten, die im Frühjahr 2020 begonnen haben, umfassen 90 + 210 Meter Felsentunnel und 320 + 270 + 220 Meter Betontunnel, vier Kilometer neue Strecke, sechs neue Weichen und eine Kreuzungsweiche sowie den Abriss der 3,3 km langen alten Strecke und der Brücke. Der mit dem Bauunternehmen Skanska unterzeichnete Vertrag beläuft sich auf fast 1,3 Mrd. SEK. Während des Tunnelbaus werden der Fußballplatz und das Clubhaus im Krokängsplan in die Anlage Rosenhill des Sjöfartsverkets verlegt und nach Bauabschluss wieder neu errichtet. Der Krokängsparken, ein Naturpark, mit Eichen, die Lebensraum für eine Vielzahl von Insekten, Vogelarten und Fledermäusen bieten, soll dabei erhalten bleiben. Einige der Eichen am Fußballplatz müssen dabei umgepflanzt werden.
Das Projekt wird von der EU kofinanziert. Die Gesamtkosten für die drei Stufen werden auf ca. 2,1 Mrd. SEK geschätzt.

## Südliche Hafenbahn
Die Südliche Hafenbahn Göteborgs führte am Südufer des Götaälv zu den verschiedenen Kaianlagen. Betrieblich hieß die Anlage Göteborgs Västra.
Die Strecke begann am Skansbangården und ging über Lilla Bommen am Packhuskai, Skeppsbron, Masthuggskai, Stigbergskai, Fischereihafen und Majnabbe zur Brauerei Carnegies in Klippan.
Die wichtigste Aufgabe der Bahn war die Verbindung des Hafens mit dem Eisenbahnnetz. Der größte Teil der Güter wurde vom Zug auf die Schiffe umgeladen. Nur ein kleiner Teil der Waren wurde den an der Strecke ansässigen Betrieben zugestellt.
Personenverkehr wurde fallweise in Form von Bootszügen zu den Amerikaschiffen am Stigbergskai durchgeführt. Die Personenwagen wurden zur Centralstation gebracht, um dort als Kurswagen in die Züge nach Stockholm eingestellt zu werden.
Mit dem Aufkommen von Containerschiffen benötigte man größere Freiflächen, um die Schiffe entsprechend be- und entladen zu können. Dadurch wurden die Hafenanlagen am Südufer des Flusses zu klein und neue Hafenanlagen am Nordufer entstanden. Dort legen nun die großen Frachtschiffe außerhalb der Älvsborgsbron an. Der Frachtverkehr wird dort von der früher Nördlichen Hafenbahn genannten Bahnstrecke versorgt.
Die Bahnanlagen im Süden wurden während der 1970er Jahre aufgegeben und bis 1980 abgebaut. Ein Großteil des Streckenplanums ist heute ein Fahrradweg. Die Hafenanlagen am Südufer werden noch von den Autofähren, Fischerbooten, einem Museumshafen und dem lokalen Passagierverkehr auf dem Fluss (Älvsnabben) verwendet.